# Ma Lin (schilder)

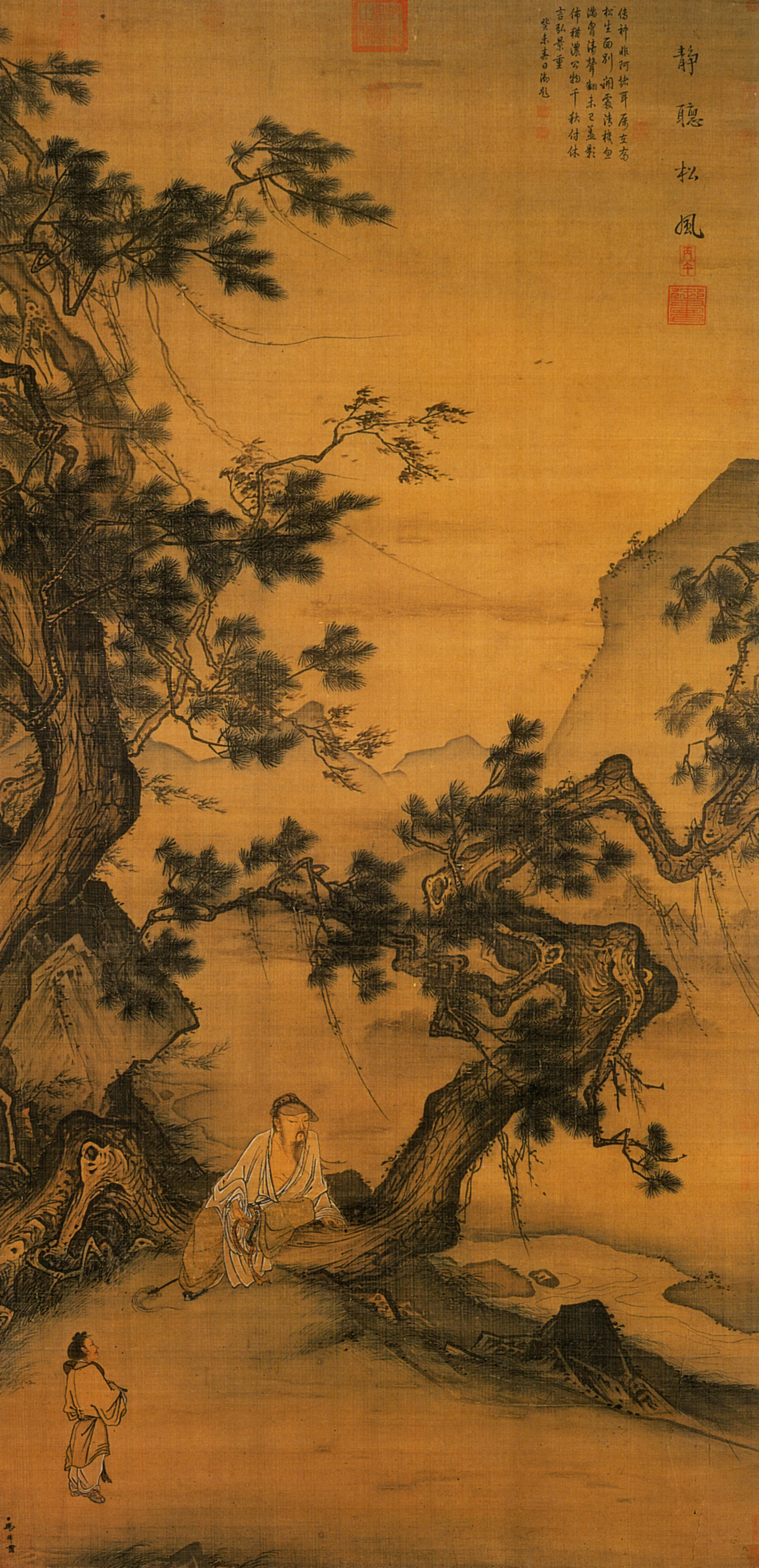
Rustig luisteren naar de wind in de dennen
- (vóór 1246), gewassen inkt en kleur op hangende rol van zijde, collectie Nationaal Paleismuseum

Ma Lin (traditioneel Chinees: 馬麟; ca. 1180–na 1256) was een Chinees kunstschilder tijdens de Zuidelijke Song. Hij was hofschilder tijdens de regering van Ningzong (1194-1224) en Lizong (1224-1264).
Ma was de laatste van vijf opeenvolgende generaties kunstschilders. Hij was de zoon van Ma Yuan (ca. 1160–1225), die samen met Xia Gui (ca. 1180–1224) de basis legde voor de invloedrijke Ma-Xia-school. Ma Lin leerde van zijn vader zijn schildertechnieken in gewassen inkt. Allebei dienden ze als kunstschilder op de Hanlin-academie.
Net als het geval is bij veel andere hofschilders, is er weinig biografisch materiaal over Ma Lin. Veel van wat over hem bekend is, is afgeleid van studie van zijn schilderingen en van zegels en opschriften die hierop zijn aangebracht door leden van de keizerlijke familie.